# Käo
Käo – wieś w Estonii, w prowincji Tartu, w gminie Elva.